# Eduard Alentorn
Eduardo B. Alentorn (Falset, Tarragona, 1855 - Manresa, Barcelona, 1920) fue un escultor español del siglo XIX.

## Biografía
Eduard Batiste Alentorn nació en Falset, Tarragona, el 5 de diciembre de 1855. Desde bien pequeño se interesó por la escultura, ya a los catorce años figura inscrito en la Escuela de la Lonja de Barcelona como estudiante de Dibujo Antiguo, Escultura y Anatomía Pictórica hasta el año 1874 en que finalizó los estudios satisfactoriamente. En la Lonja tuvo como maestro principal a Joan Roig i Solé, con quien ya había empezado a estudiar escultura a los trece años en su taller de la calle de Aragón. Entre 1870 y 1877 trabaja en un primer momento con Rafael Atché, pero sobre todo con Andreu Aleu, uno de sus principales maestros. Después será discípulo de los hermanos Vallmitjana (Venancio Vallmitjana y Agapito Vallmitjana), que fueron quienes lo introdujeron plenamente en el movimiento artístico de la época, cediéndole en el año 1882 la realización de la escultura de la Venus de la Cascada del Parque de la Ciudadela. Estuvo estudiando unos años en Roma hasta 1881, aunque no queda claro por qué entidad fue becado.
La Comisión de la Ciudadela, habiendo abandonado el trabajo los hermanos Vallmitjana, le encargó a él la ejecución del grupo central de la Cascada del Parque, que previamente había sido esbozado por ellos. Así, tal y como constatan los documentos referentes a la ejecución de la obra (Archivo Histórico Administrativo de Barcelona), Alentorn ejecutó la obra a solas y además le añadió toda clase de detalles que no figuraban en el proyecto de los Vallmitjana. Este hecho hace que la obra se pueda considerar, sin duda, como obra de Alentorn y no de los hermanos Vallmitjana. La decoración fitomórfica de la parte posterior nos demuestra ya la enorme personalidad del escultor, sobre todo en este tipo de naturalismo que caracterizará este primer periodo de su vida. 
De esta manera, un año después (1883), firmará el contrato con la Comisión de la Ciudadela para la realización de dos esculturas sedentes que se colocarán en la Fachada del Museo Martorell. Y es en la de Jaume Salvador, acabada el 1886, en la que vuelve a demostrar este naturalismo, al representar diversas variedades de plantas alrededor de la escultura, remarcando así, la profesión de naturalista de Jaume Salvador. 
En 1881 participa en la Exposición Nacional de Bellas Artes de Madrid con la escultura del Hijo Pródigo, el mismo año que ganó el Concurso para el Monumento a Ramon Llull que se organizaba en Mallorca. En 1882 participa en el Concurso para el Monumento al General Prim quedando en segundo lugar. Pero, como se ha dicho, su fama llega en 1882 cuando los hermanos Vallmitjana abandonan el encargo de la Venus del Parque y se lo traspasan a él. El buen resultado conseguido por Alentorn en la realización de dicha escultura propició un alud de encargos por parte de la Comisión de la Ciudadela. En los años siguientes le fueron encargadas las esculturas sedentes de Félix de Azara y Jaume Salvador para la fachada del Museo Martorell –esculturas premiadas con la medalla de bronce en la Exposición Universal de 1888, la Fuente de la Zorra y la Cigüeña, el Astrólogo (escultura desaparecida) y las Alegorías de la Fama que coronaban el Palacio de Bellas Artes de Barcelona, así como los Putti que decoraban la fachada del mismo.
Es en esta primera época que por graves problemas familiares con su padre, Alentorn decide no firmar ni utilizar nunca más el apellido de su padre y utilizar para siempre sólo el de la madre. El padre había maltratado a los hijos cuando eran jóvenes y después había desaparecido en Cuba; años más tarde Alentorn había intentado establecer comunicación, pero el padre nunca contestó y por este motivo Alentorn tomó esta decisión. 
En 1888 colabora con una escultura, La Marina, en el Monumento a Güell y Ferrer. Seguidamente, realizó el mismo año las esculturas del Capitán Margarit y la Efigie de fray Juan Pérez para el Monumento a Colón. 
Los años siguientes están marcados por la realización de las 3 esculturas de la Fachada de la Catedral (1890) y por los 3 relieves y 4 esculturas del Palacio de Justicia (1894-96). 
En 1900 realiza la Santa Eulalia para el Pla de la Boqueria y seguidamente también realizó el Relieve del Tímpano de la Basílica de Santa María de Villafranca del Penedés. En 1904 realizó uno de sus monumentos más destacables, el Monumento al General Vara de Rey para la ciudad de Ibiza, a la vez que se presentaba en muchos concursos como el del Monumento al General San Martín en Perú, que no ganó. 
A partir de 1906 empezó a trabajar en la obra del Cimborrio de la Catedral de Barcelona que nutrió con los 8 ángeles que lo rodean y la colosal escultura de Santa Elena que lo corona, acabada en 1910, el mismo año que terminaba la escultura de la Alegoría de la Religión para el Mausoleo Malagrida del Cementerio de Montjuic y que esculpía el Crucifijo para la Cripta de la Capilla de Manuel Girona en la Catedral de Barcelona. En 1915 trabajó en 3 fuentes públicas para el Ayuntamiento de Barcelona: la Fuente de la Tortuga, la Fuente de la Labradora y la Fuente del Negrito. 
Una de las últimas obras que conocemos es el busto de Ferran Alsina (hoy en el mNACTEC), que originalmente se encontraba en el Museo de la Mentora Alsina del Tibidabo. 
Alentorn murió el 7 de septiembre de 1920 en Manresa, Barcelona, donde trabajaba en la elaboración del Monumento a los Iniciadores de la Acequia, que no pudo acabar. 
Alentorn fue un escultor que trabajó de forma muy abundante y constante, aunque su valor ha sido olvidado debido al hecho que ha sido poco estudiado y al poco conocimiento que se ha tenido de su obra; fue un escultor prolífico y muy ajustado al gusto de la época, un hecho que le proporcionó encargos de parte de los más altos clientes: Francisco de Paula Rius y Taulet, Manuel Girona, Peris Mencheta, Malagrida…. 
A su muerte, toda la prensa escrita se hizo eco de la noticia y durante unos días se quiso recordar la gran valía de Alentorn. Pese a esto, la posteridad no le ha correspondido y hoy todavía es visto como un escultor de segunda o tercera fila, muy lejos del que fue en realidad. 
Ya los diarios de la época señalaban que había sido un escultor que siempre trabajó duro y que nada se cuidó de la fama de tal manera que ni algunos de sus amigos conocían sus éxitos escultóricos (“... modesto, encerrado siempre en su taller... cuidó poco ó mejor dicho nada, de la “reclame”. Los éxitos obtenidos en su carrera fueron muchos, pero jamás hizo alarde de ellos, antes por el contrario procuraba ocultarlos no comunicándolos ni a sus amigos...debido a esta modestia... el nombre de tan prestigioso escultor no goza de la popularidad que le corresponde...”). 
Y es esta la causa también de que hoy tampoco se le conozca nada, ya que salvo estos escritos de los días posteriores a la muerte no quedó nada más. Pese a que el olvido del tiempo ha reservado a Alentorn un lugar secundario en la mayoría de estudios sobre la época, esto sólo ha sido un hecho causado por el poco conocimiento que se tiene del escultor hoy en día. Aun así, en su época fue un escultor muy valorado y con encargos constantes.

## Obra

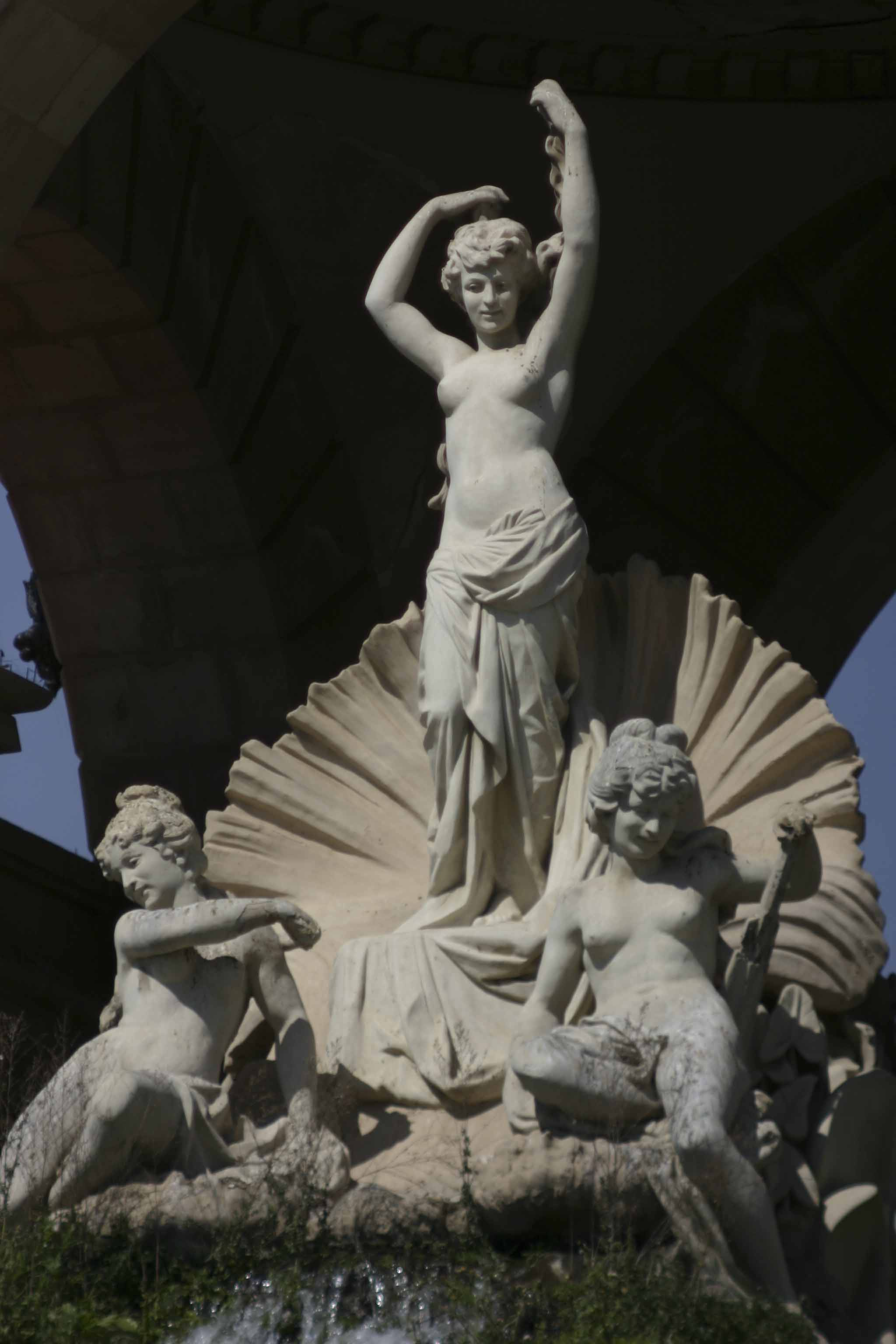
Venus de la Cascada del Parque de la Ciudadela.

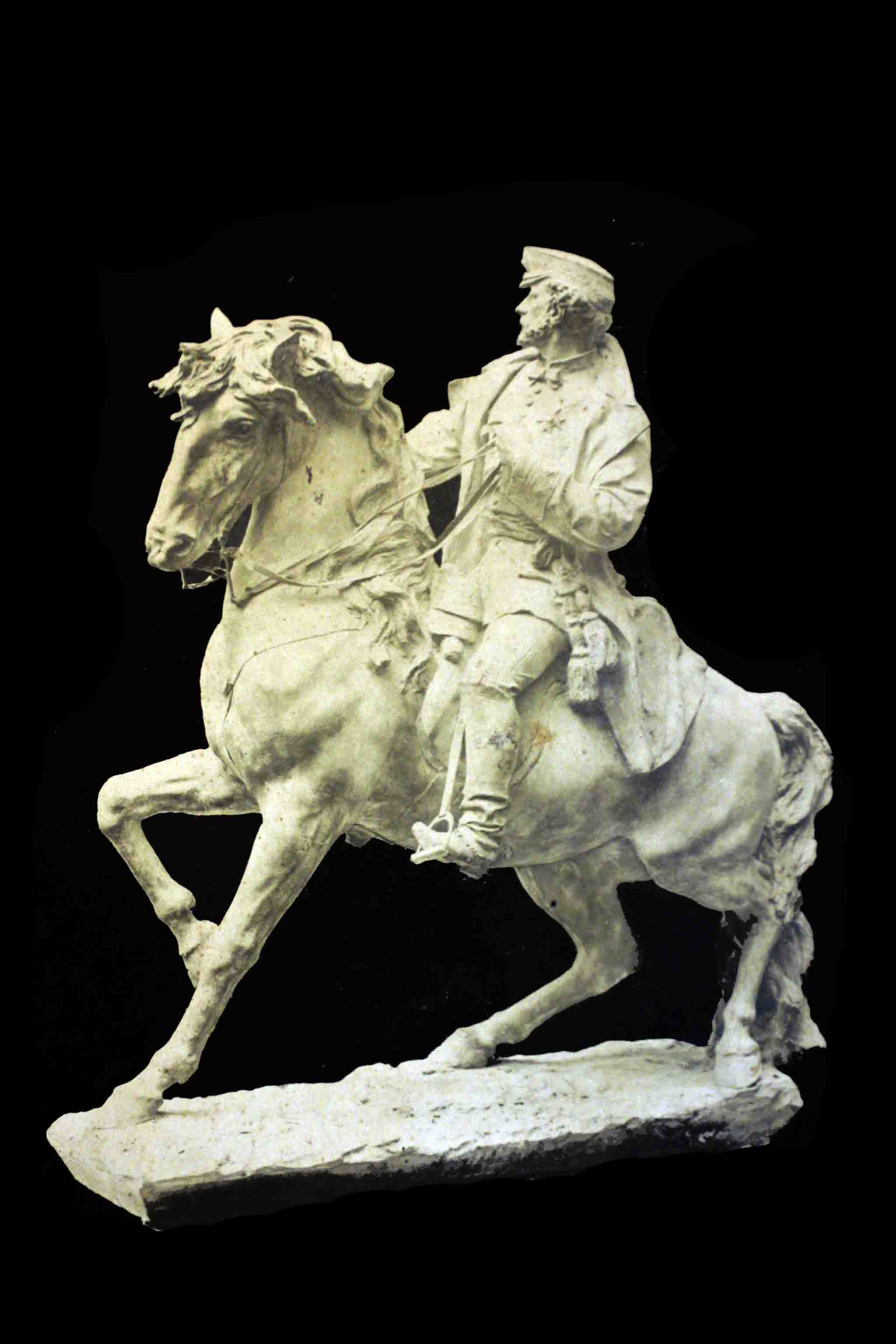
Proyecto para el General Prim.

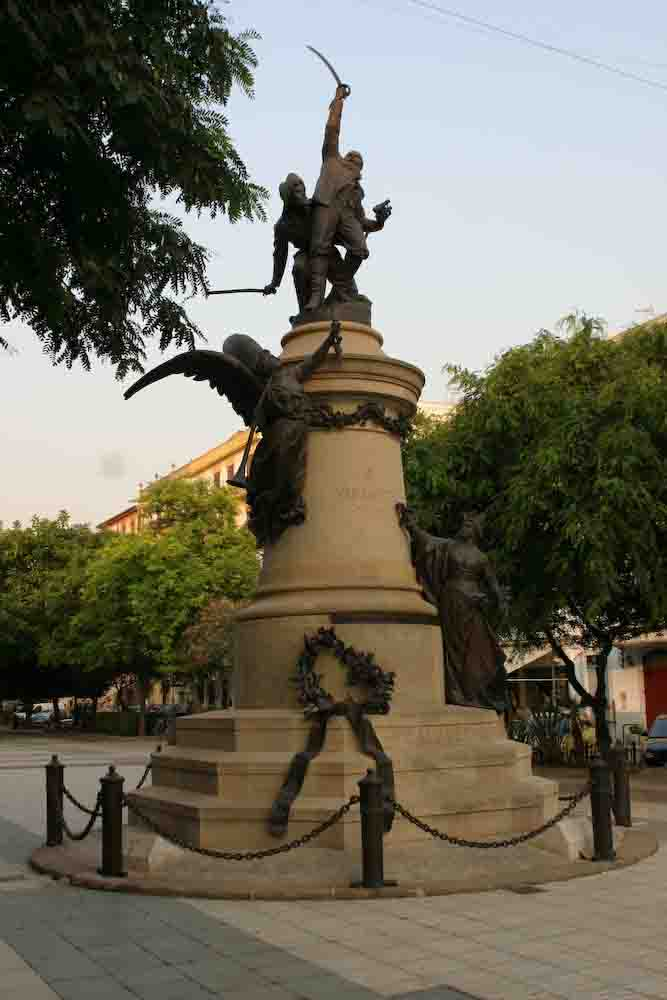
Monumento a Vara de Rey, Ibiza.

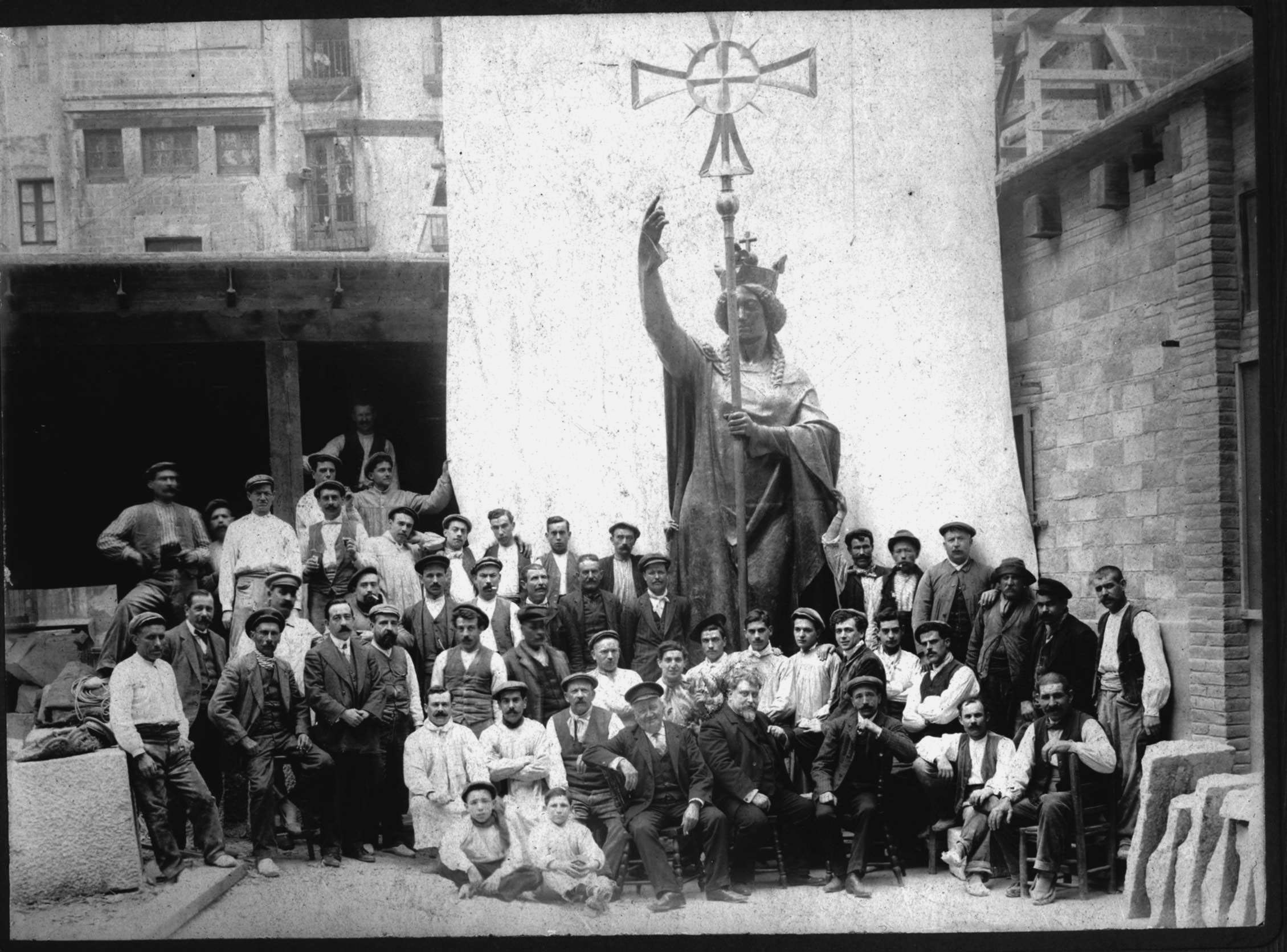
Santa Elena y Alentorn.

- Venus de la Cascada del Parque de la Ciudadela, 1882
- Proyecto para el General Prim, 1882
- Tetramorfo de la Fachada del Sagrado Corazón de la calle de Caspe, 1883-85
- Fuente de la zorra y la cigüeña, Parque de la Ciudadela, 1884
- Félix de Azara, Museo Martorell, Ciudadela, 1884
- Jaume Salvador i Pedrol, Museo Martorell, Ciudadela, 1886
- El Capitán Margarit, Monumento a Colón, 1888
- Efígie de Juan Pérez, Monumento a Colón, 1888
- Dos Alegorías de la Fama del Palacio de Bellas Artes, 1888 (perdidas)
- La Marina, Monumento a Güell i Ferrer, 1888 (perdida)
- Esculturas de Santa María del Socorro, San Raimundo de Peñafort y San José Oriol, Fachada de la Catedral de Barcelona, 1890
- 3 relieves y 4 esculturas del Palacio de Justicia, 1894-96
- Santa Eulalia, Pla de la Boqueria, 1900
- Coronación de la Virgen, Basílica de Santa María de Villafranca del Penedés, 1903-05
- Monumento a Vara de Rey, Ibiza, 1904
- 8 ángeles que circundan el Cimborrio de la Catedral de Barcelona, 1906-08
- Santa Elena que corona el Cimborrio de la Catedral de Barcelona, 1910
- Alegoría de la Religión, Mausoleo Malagrida, Cementerio de Montjuich, 1910
- Crucifijo, Cripta de la Capilla de Manuel Girona en la Catedral de Barcelona, 1910
- Fuente de la Tortuga, Plaza Sepúlveda, 1915
- Fuente del Negrito, Diagonal con la calle del Bruch, 1915
- Fuente de la Pagesa, Plaza Letamendi, 1915
- Busto de Ferran Alsina, MNACTEC, Tarrasa, 1917

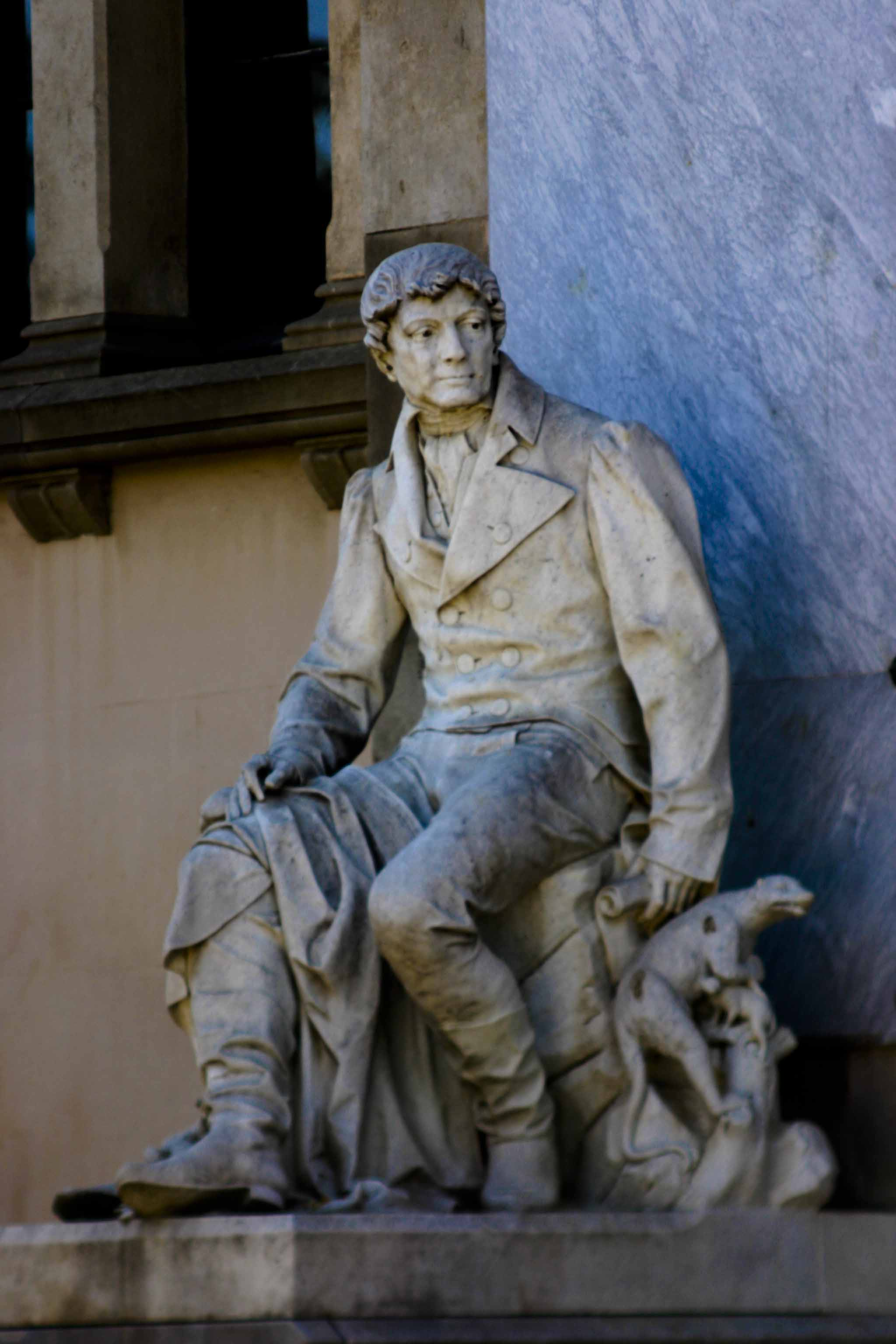
Félix de Azara
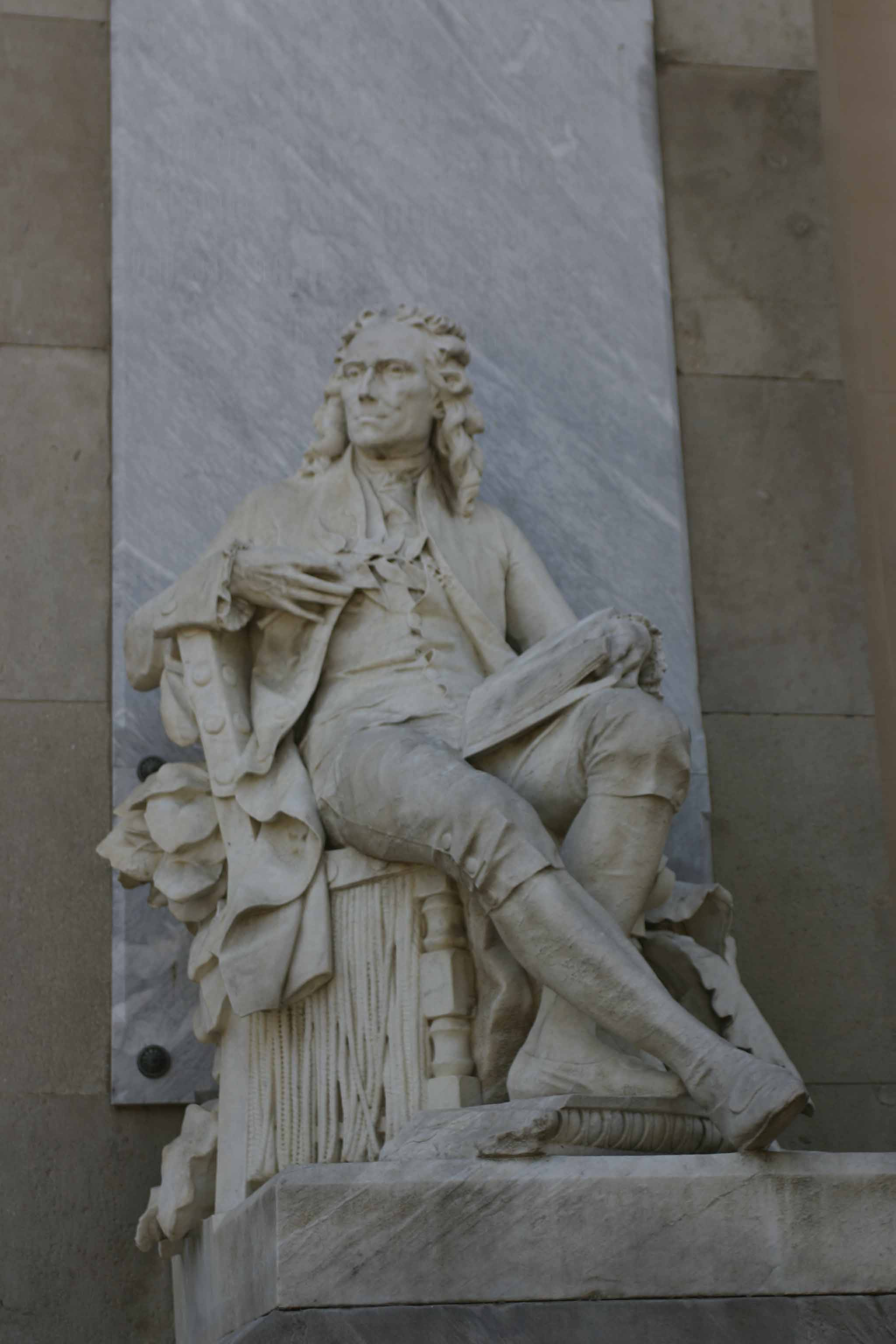
Jaume Salvador
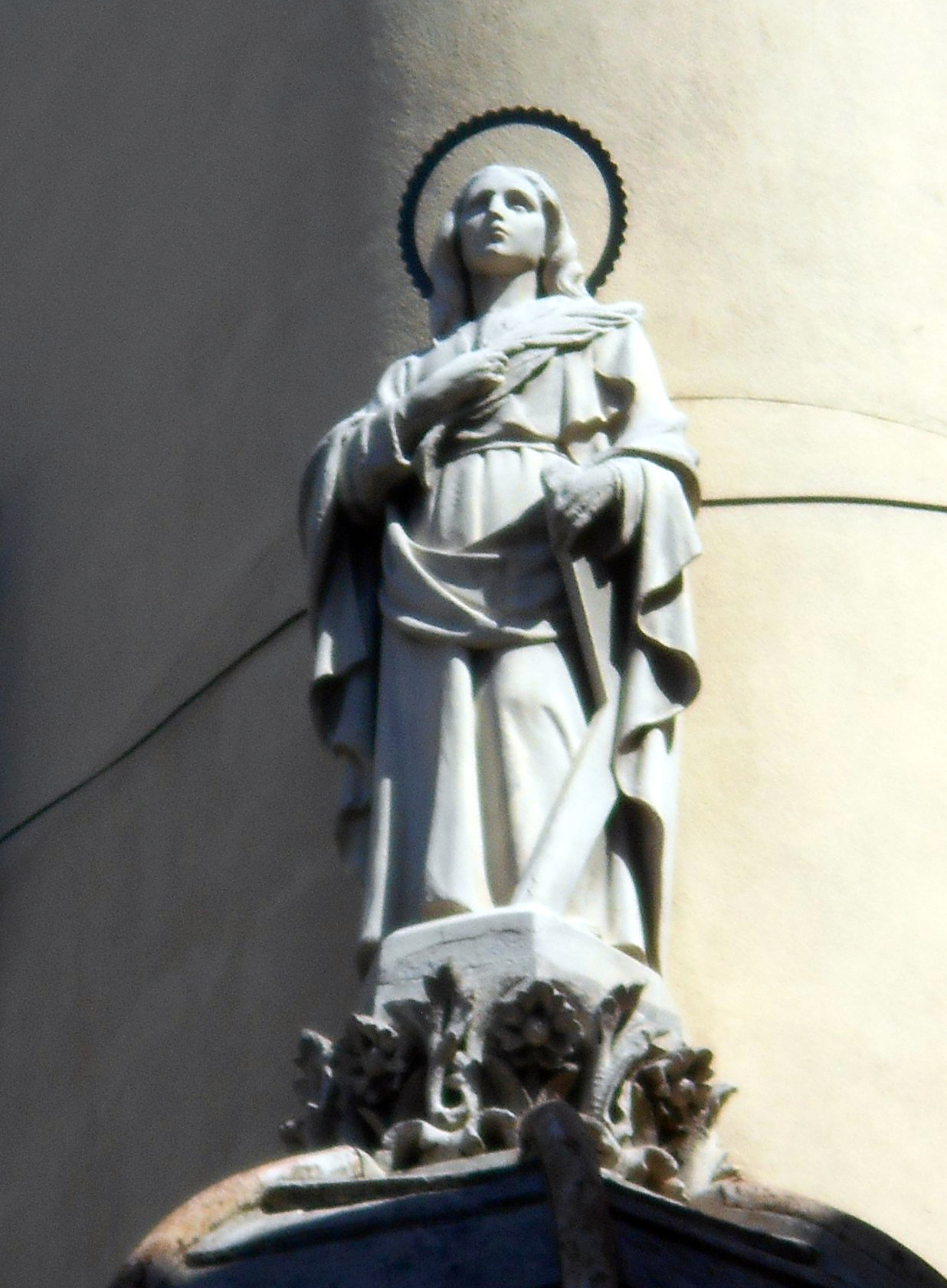
Santa Eulalia
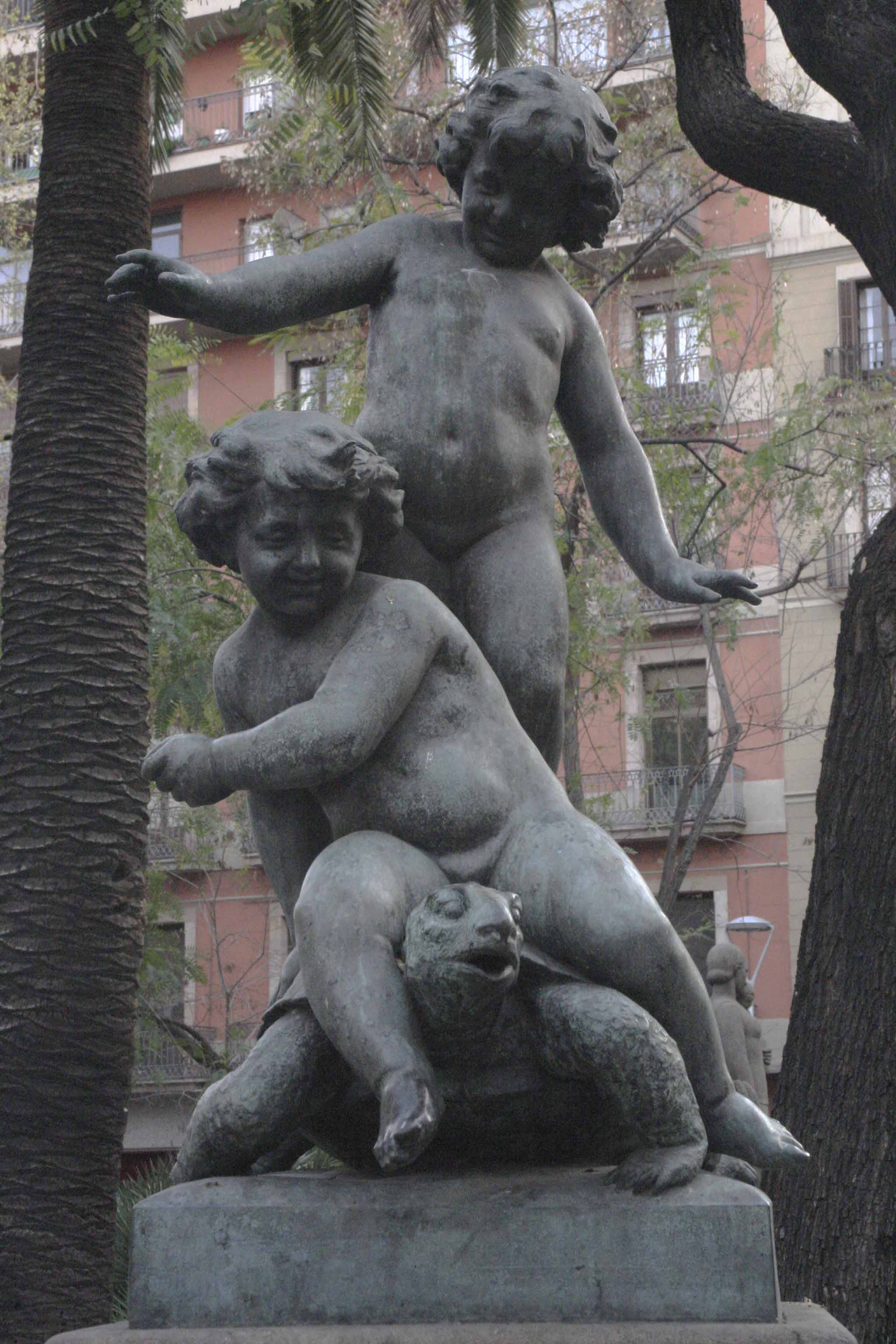
Fuente de la Tortuga
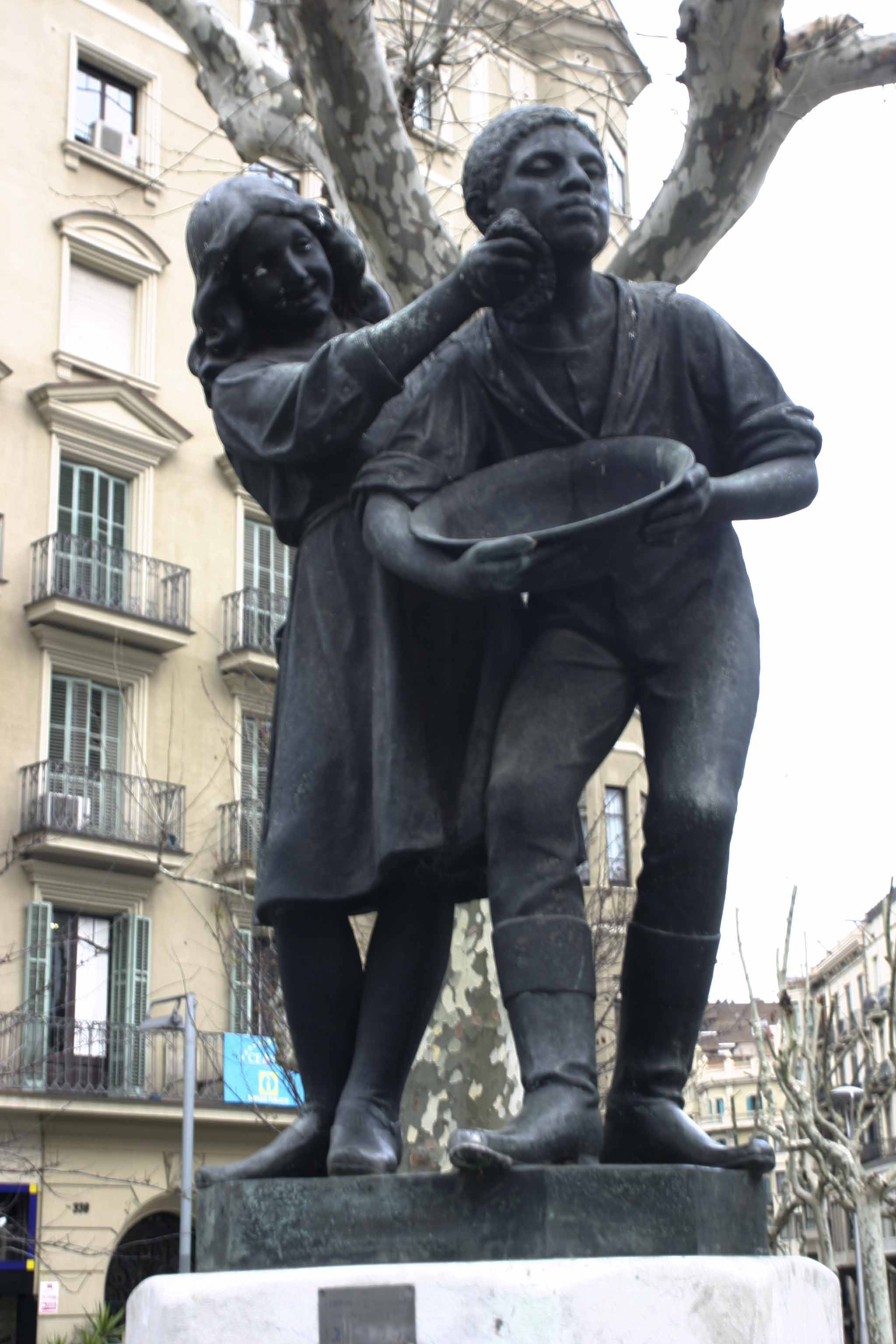
Fuente del Negrito
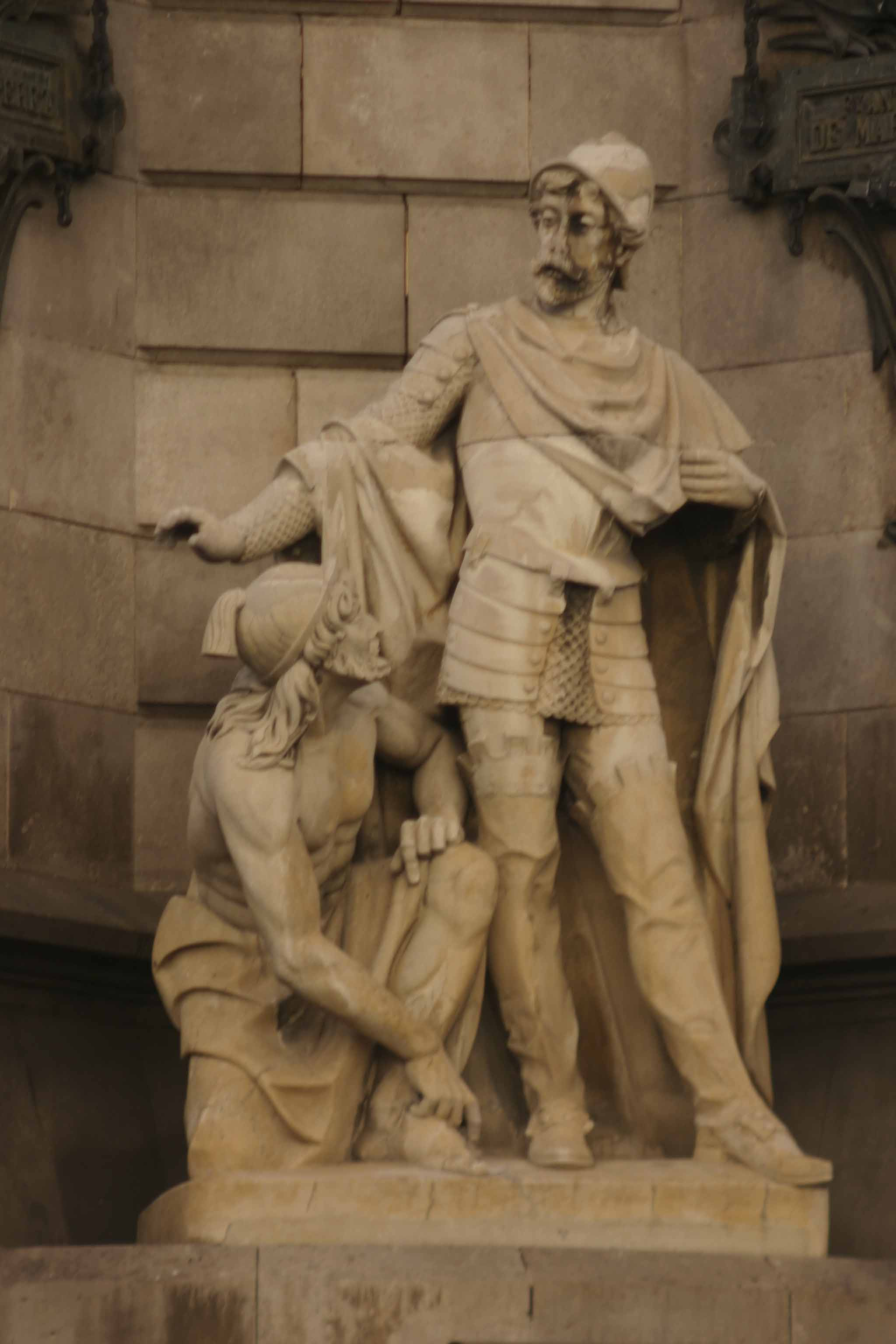
El Capitán Margarit
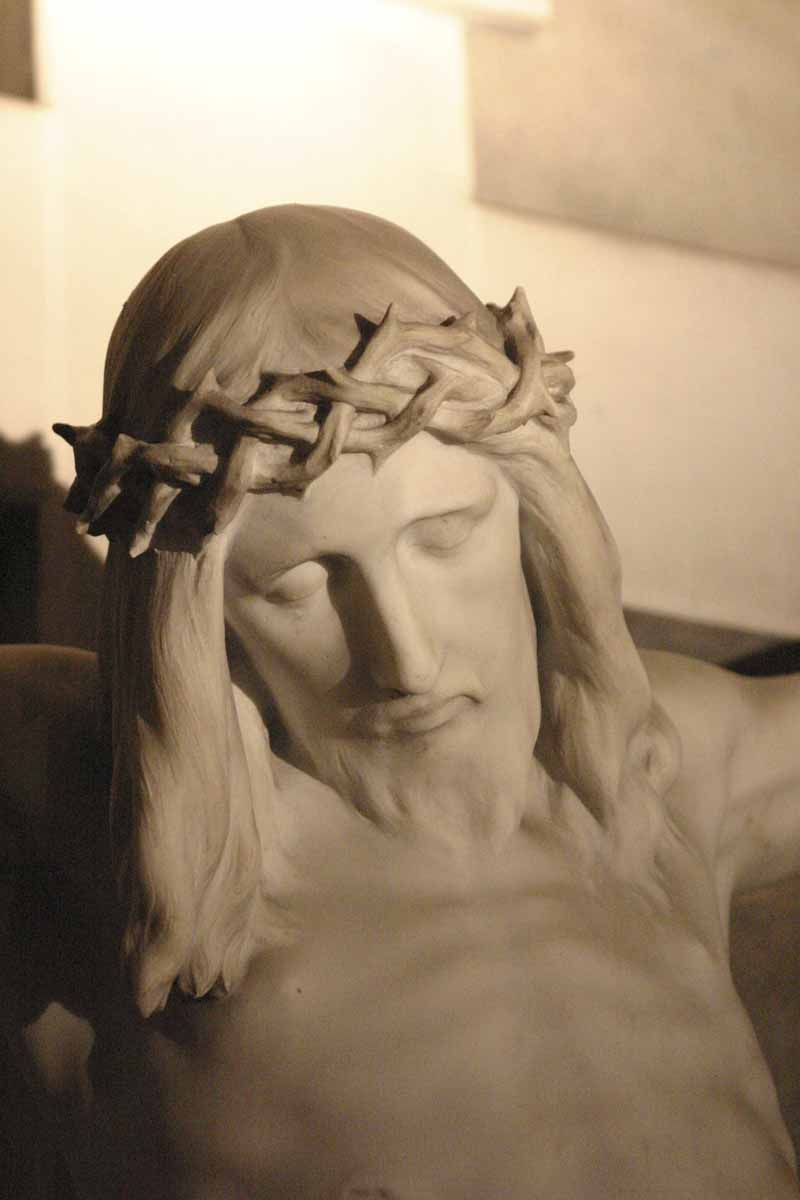
Cristo de la Capilla Gerona
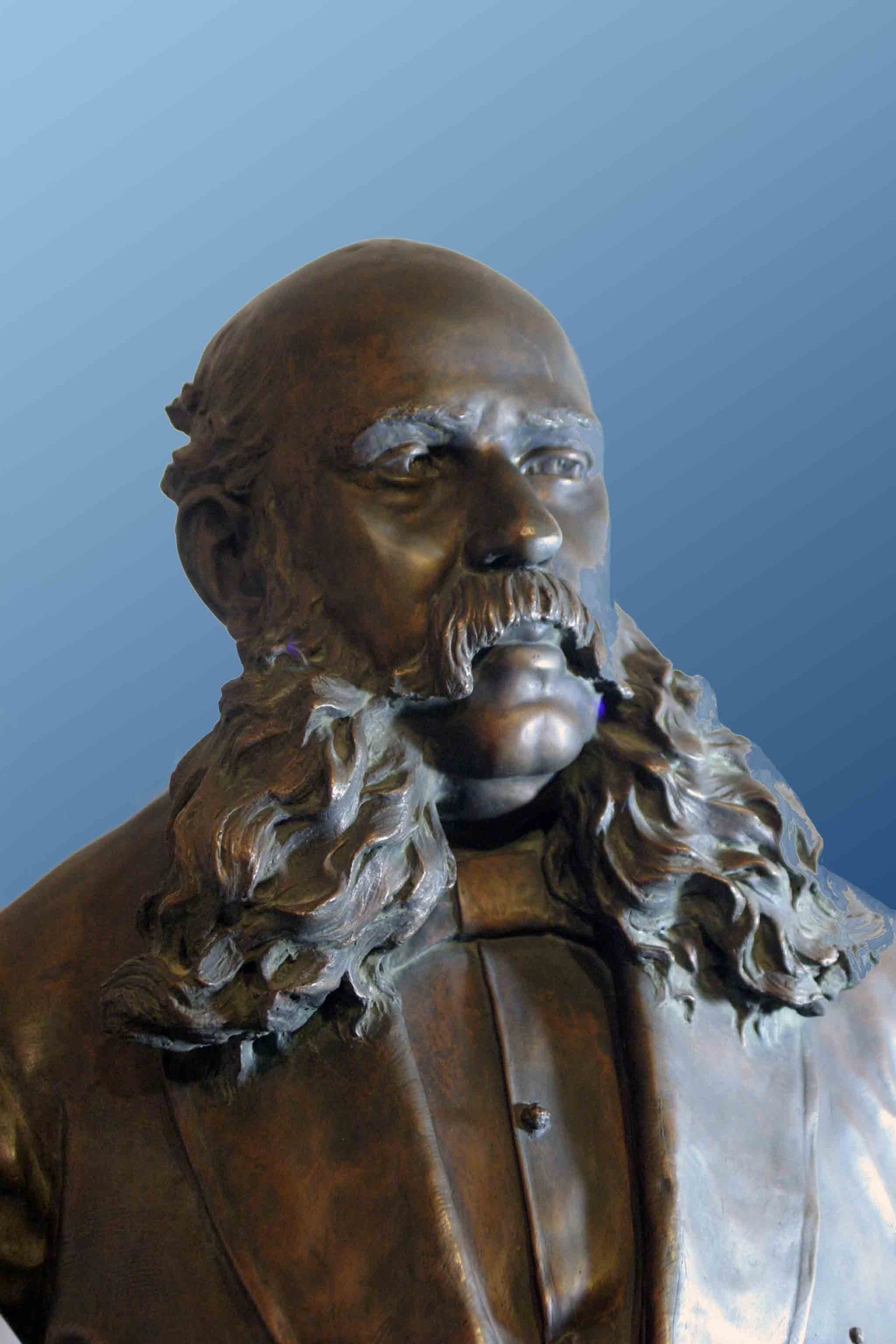
Busto de Rius y Taulet , Alcalde de Barcelona
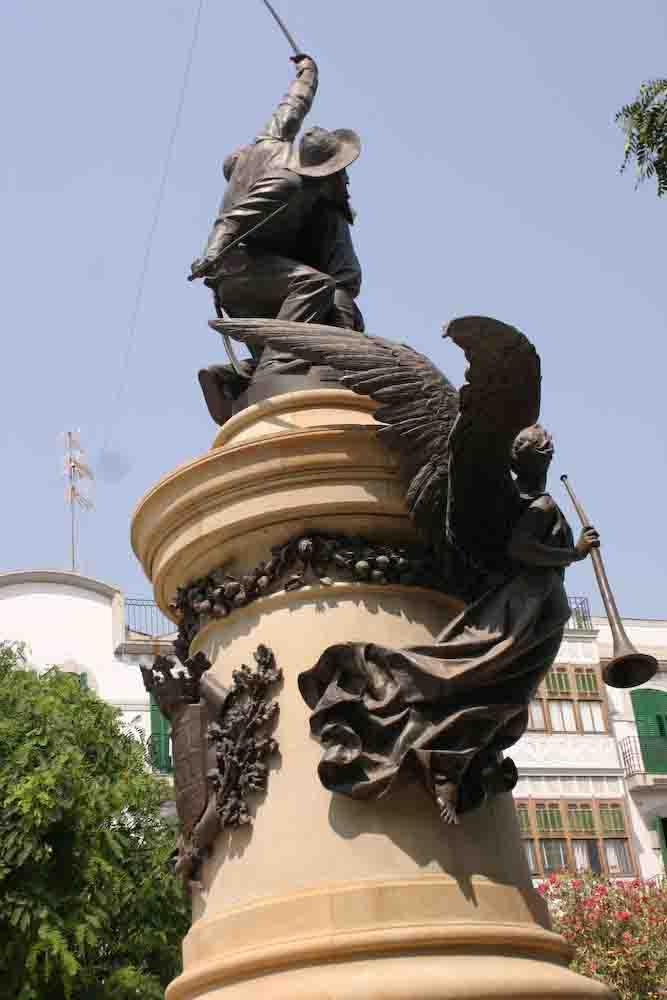
Monumento a Vara de Rey, Ibiza
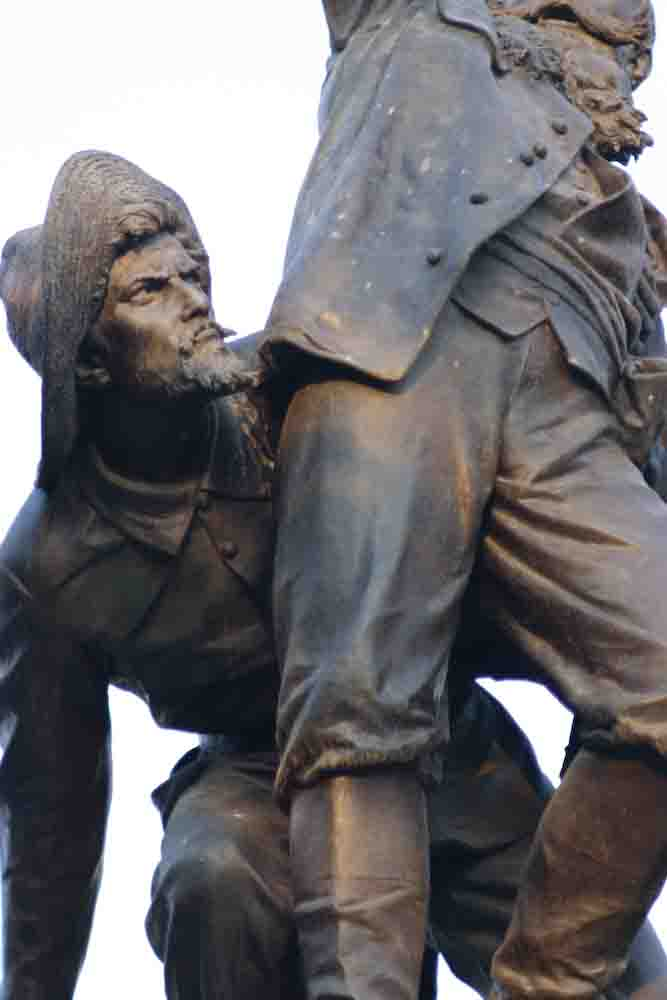
Monumento a Vara de Rey, Ibiza, Detalle